# Слизень, Леонтий Николаевич
Лео́нтий Никола́евич Сли́зень (24 апреля 1918, село Кузьмино, Петроградская губерния — 13 января 1953, Армянская ССР) — Герой Советского Союза (15 мая 1946), подполковник (1951), военный лётчик 3-го класса (1950).

## Биография
Родился 24 апреля 1918 года в селе Кузьмино Пулковской волости Детскосельского уезда Петроградской губернии (ныне не существует, территория города Пушкин в черте Санкт-Петербурга) в семье железнодорожного рабочего. Русский. С 1920 года жил в Петрограде. В 1934 году окончил 7 классов школы, в 1936 году — ФЗУ при ленинградском заводе «Электросила». Работал слесарем-инструментальщиком на заводе «Электросила». Окончил планерную школу, в 1937 году — аэроклуб Московского района г. Ленинграда.
В армии с декабря 1937 года. В 1938 году окончил Борисоглебскую военную авиационную школу лётчиков. Служил в строевых частях ВВС (в Сибирском военном округе, на Дальнем Востоке).
Участник Великой Отечественной войны: в апреле 1943 — мае 1945 года — заместитель командира и командир авиаэскадрильи 15-го истребительного авиационного полка. Воевал на Северо-Кавказском, Южном, 4-м Украинском, 3-м и 1-м Белорусских фронтах. Участвовал в освобождении Кубани, Донбасса, Крыма, Белоруссии, в Вильнюсской, Висло-Одерской, Восточно-Померанской и Берлинской операции.
6 мая 1943 года был сбит в воздушном бою. Получив ожоги лица и ранение осколком в ногу, покинул самолёт с парашютом. Два месяца находился на излечении в госпитале в Кисловодске. 23 января 1944 года в воздушном бою на Як-9Т таранил вражеский истребитель FW-190. Всего во время войны совершил 269 боевых вылетов на истребителях Як-1, Як-9 и Як-3, сбил лично 21 (один из них — тараном) и в группе 2 самолёта противника.

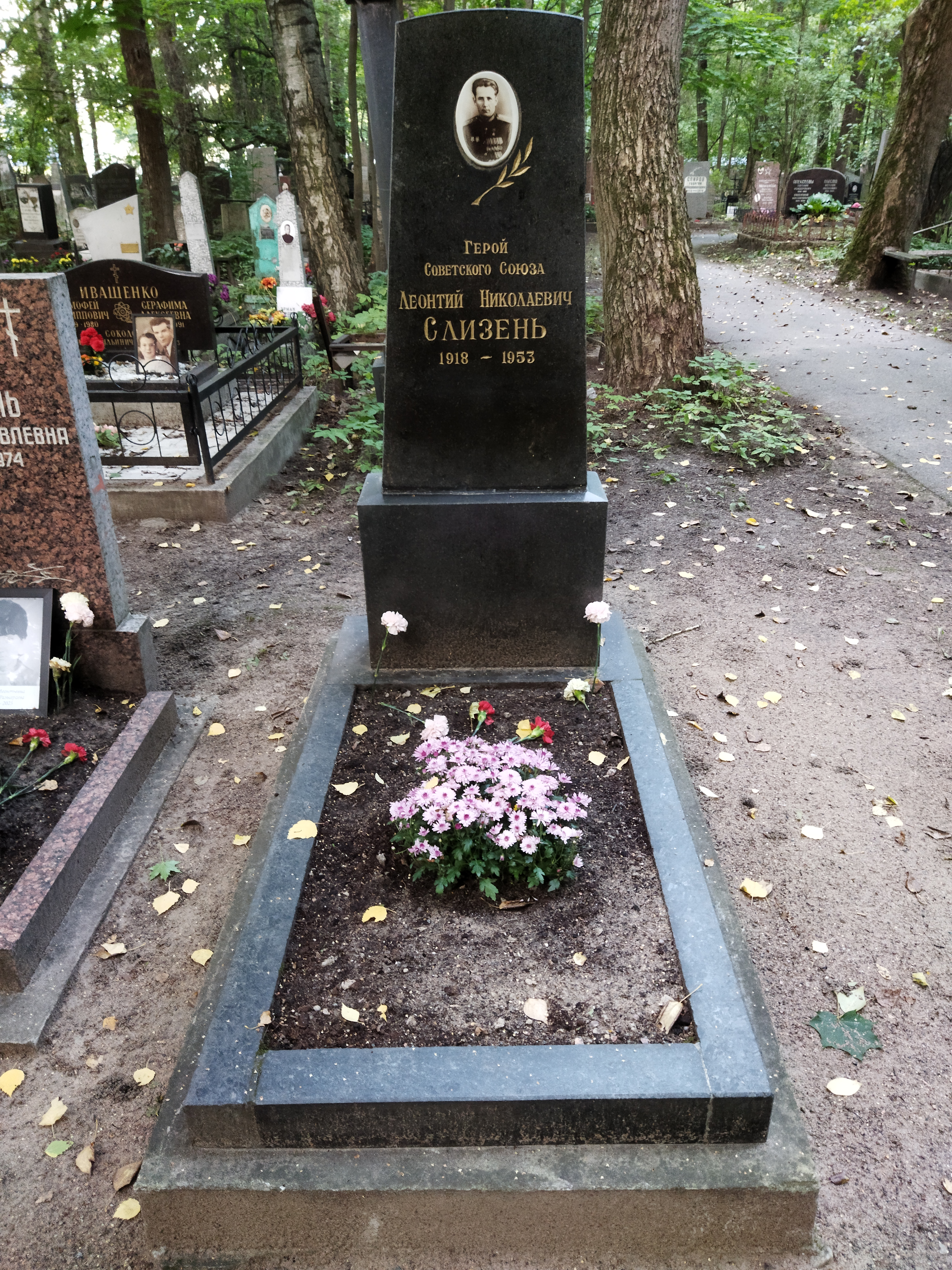
Могила Л. Н. Слизеня на Большеохтинском кладбище в Санкт-Петербурге

За мужество и героизм, проявленные в боях, Указом Президиума Верховного Совета СССР от 15 мая 1946 года командиру авиаэскадрильи 15-го истребительного авиационного полка (278-я истребительная авиационная дивизия, 3-й истребительный авиационный корпус, 16-я воздушная армия, 1-й Белорусский фронт) майору Слизеню Леонтию Николаевичу присвоено звание Героя Советского Союза с вручением ордена Ленина и медали «Золотая Звезда».
После войны продолжал службу в строевых частях ВВС (в Группе советских войск в Германии, в Ленинградском и Закавказском военных округах). Был штурманом полка, помощником штурмана и штурманом авиадивизии. С 1952 года — лётчик-инспектор по технике пилотирования 236-й истребительной авиационной дивизии (Закавказский военный округ).
13 января 1953 года подполковник Л. Н. Слизень погиб в авиационной катастрофе.
Похоронен на Большеохтинском кладбище в Санкт-Петербурге.

## Награды
- Герой Советского Союза (15.05.1946);
- орден Ленина (15.05.1946);
- три ордена Красного Знамени (11.12.1943, 22.05.1944, 18.01.1945);
- орден Александра Невского (2.10.1943);
- орден Отечественной войны 2-й степени (6.05.1943);
- медали.